# Кузьниця-Дравська
Кузьниця-Дравська (пол. Kuźnica Drawska, нім. Hammer) — село в Польщі, у гміні Чаплінек Дравського повіту Західнопоморського воєводства.
У 1975-1998 роках село належало до Кошалінського воєводства.